# Ron Miles
Ron Miles (Indianapolis, 9 mei 1963 – Denver, 8 maart 2022) was een Amerikaanse trompettist, kornettist en componist in de jazz.

## Biografie
Miles groeide op in Denver, Colorado. Hij begon trompet te spelen onder invloed van Dizzy Gillespie en Maynard Ferguson. Hij studeerde aan de University of Denver (1981–1985) en aan Manhattan School of Music (1986). Hij werd assistent-professor voor muziek aan het Metropolitan State University in Denver. Miles, een van de meest prominente jazzmusici van Denver, nam in 1986 twee albums onder eigen naam op. In 1992 toerde hij als muzikant in een theatergroep door Italië, tevens speelde hij in het door Mercer Ellington geleide Duke Ellington orchestra. Hij speelde mee op albums van Ginger Baker en Bill Frisell en nam met laatstgenoemde verschillende duoplaten op. Hij werkte met DJ Logic en maakte met een kwartet (met onder meer Anthony Cox) een album. Verder werkte hij mee aan opnames van Fred Hess, zanger Joe Henry en Wayne Horvitz.
Miles overleed op 58-jarige leeftijd vanwege complicaties door polycythaemia vera, een zeldzame bloedziekte.

## Discografie (selectie)
Als leider:
- 1987: Distance For Safety  (Prolific Records)
- 1989: Witness  (Capri)
- 1996: My Cruel Heart   (Gramavision)
- 1997: Women's Day   (Gramavision)
- 2000: Ron Miles Trio  (Capri Records)
- 2002: Heaven  (Sterling Circle), met Bill Frisell
- 2003: Laughing Barrel  (Sterling Circle)
- 2006: Stone/Blossom  (Sterling Circle)
- 2012: Quiver (Enja), met Bill Frisell en Brian Blade
- 2014: Circuit Rider met Bill Frisell & Brian Blade (Yellowbird Records)

Met Bill Frisell:
- 1996: Quartet
- 1999: The Sweetest Punch
- 2001: Blues Dream
- 2008: History, Mystery

Met Fred Hess:
- 2002: The Long and Short of It
- 2004: Crossed Paths
- 2006: How Bout' Now
- 2007: In the Grotto
- 2008: Single Moment

Met Joe Henry:
- 2003: Tiny Voices, met o.m. Don Byron en Jim Keltner

Met Wayne Horvitz:
- 2006: Way Out East

Met Rich Lamb:
- 2008: Music Along the Way

Met Jason Steele:
- 2007: Some Wonderful Moment

Met Whirlpool:
- 2015: Dancing on the Inside